# Aubigny-en-Plaine
Aubigny-en-Plaine ist eine französische Gemeinde mit 544 Einwohnern (Stand: 1. Januar 2022) im Département Côte-d’Or in der Region Bourgogne-Franche-Comté. Sie gehört zum Arrondissement Beaune und zum Kanton Brazey-en-Plaine.
Nachbargemeinden sind Bessey-lès-Cîteaux im Norden, Brazey-en-Plaine im Osten, Magny-lès-Aubigny im Süden und Saint-Nicolas-lès-Cîteaux im Westen.

## Bevölkerungsentwicklung
| Jahr                       | 1962 | 1968 | 1975 | 1982 | 1990 | 1999 | 2008 | 2016 |
| -------------------------- | ---- | ---- | ---- | ---- | ---- | ---- | ---- | ---- |
| Einwohner                  | 237  | 196  | 207  | 265  | 296  | 319  | 344  | 494  |
| Quellen: Cassini und INSEE |      |      |      |      |      |      |      |      |

## Sehenswürdigkeiten

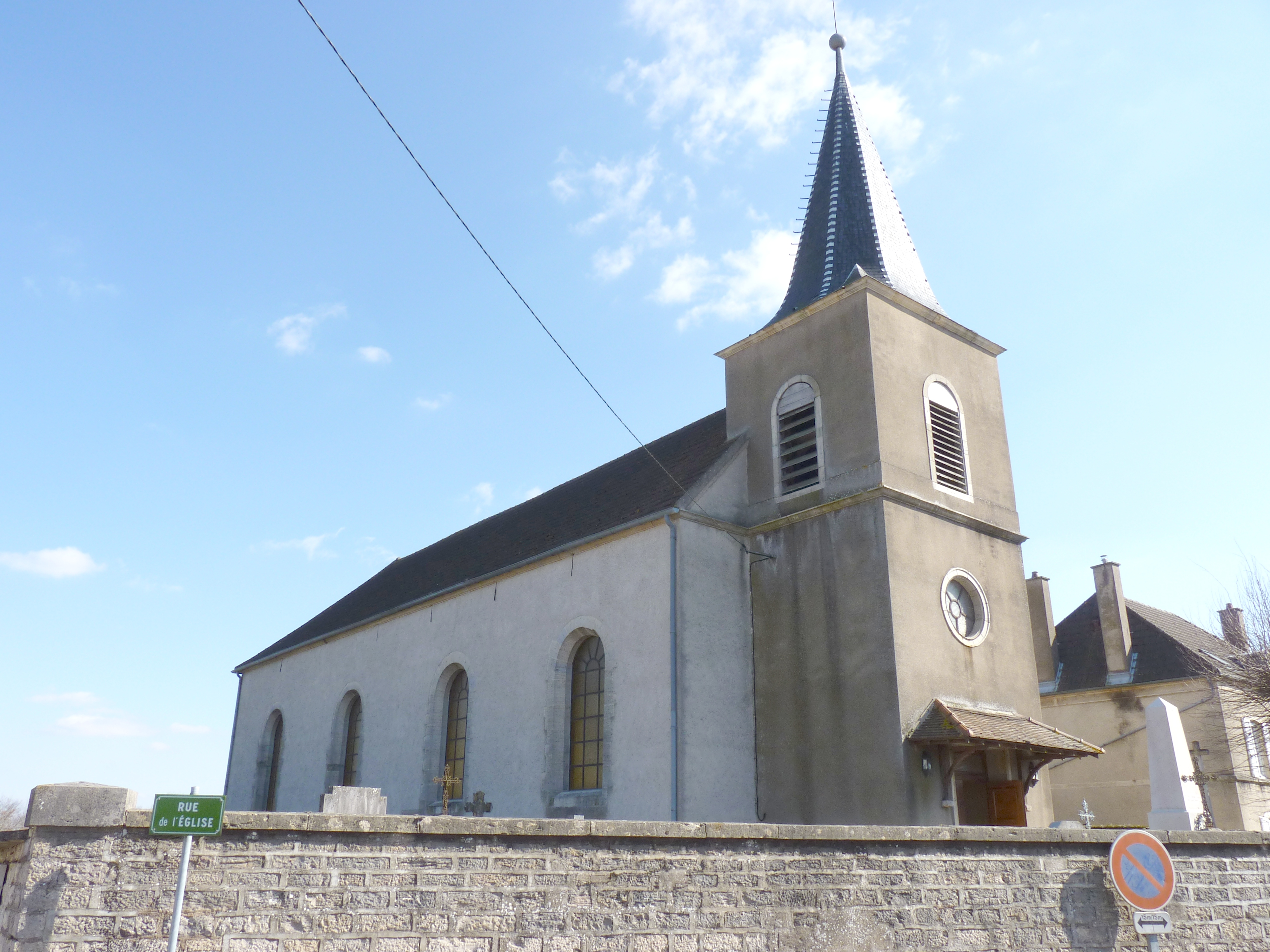
Kirche Saint-Vincent
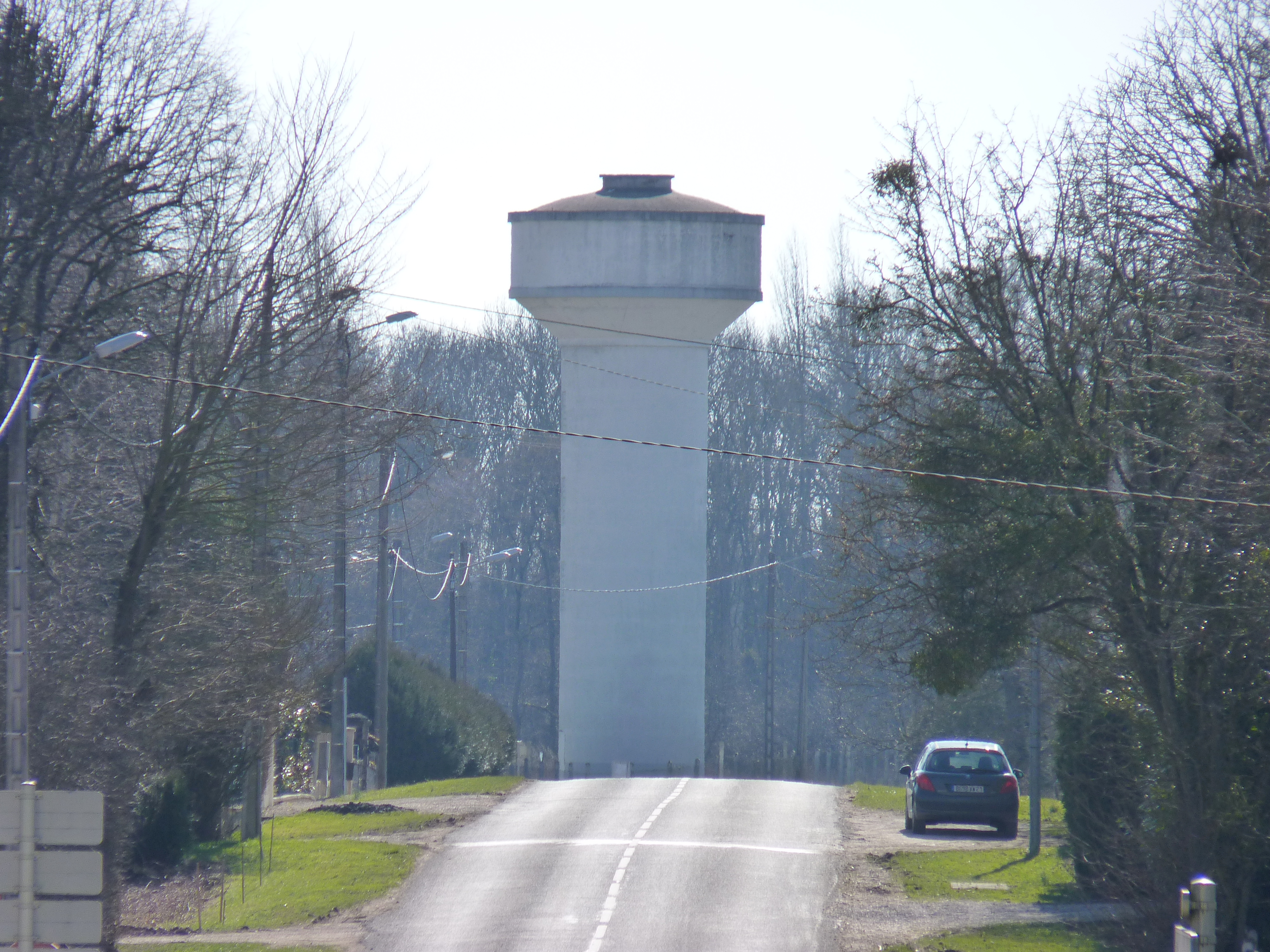
Wasserturm bei Aubigny-en-Plaine
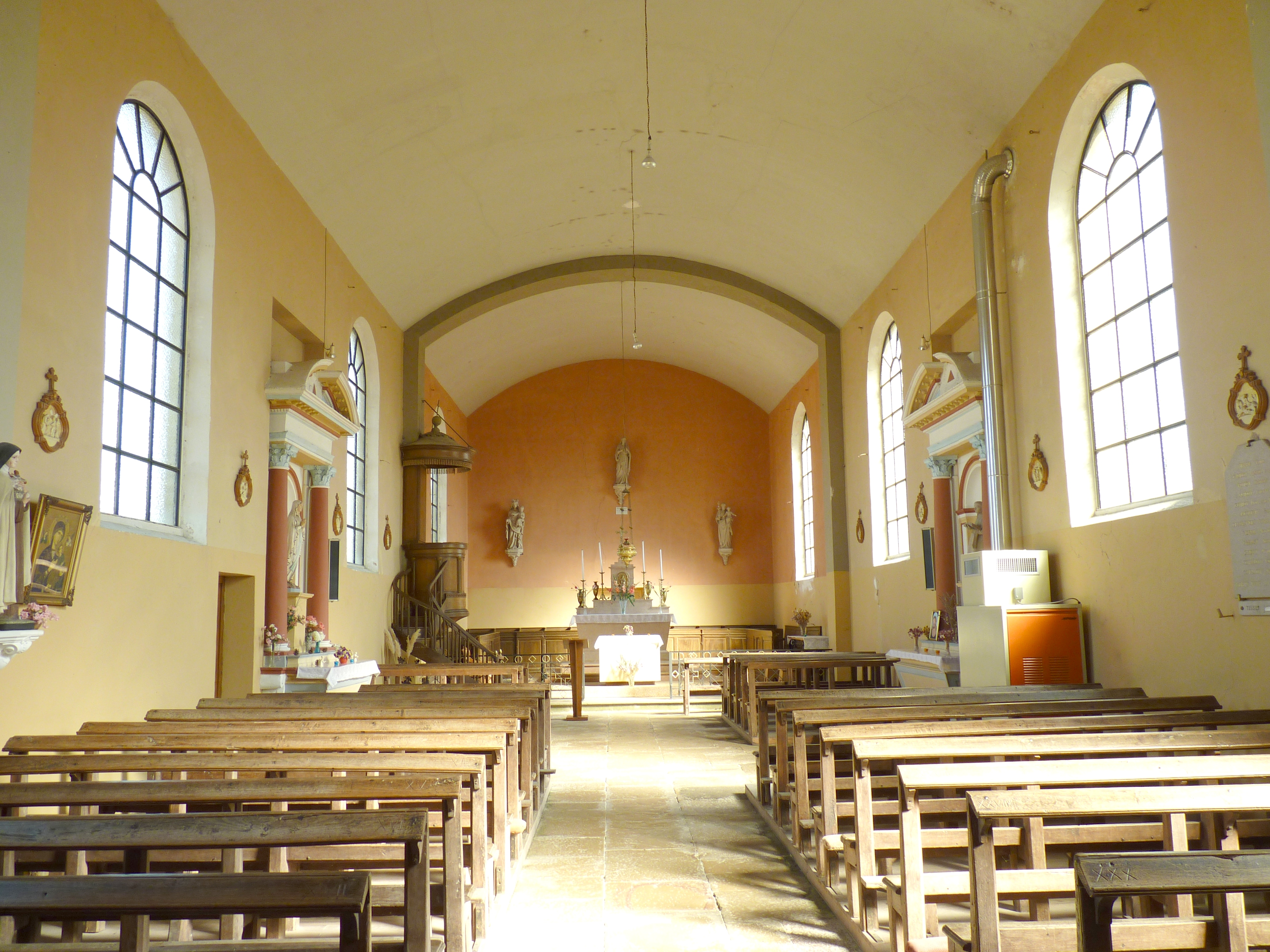
Inneres der Kirche
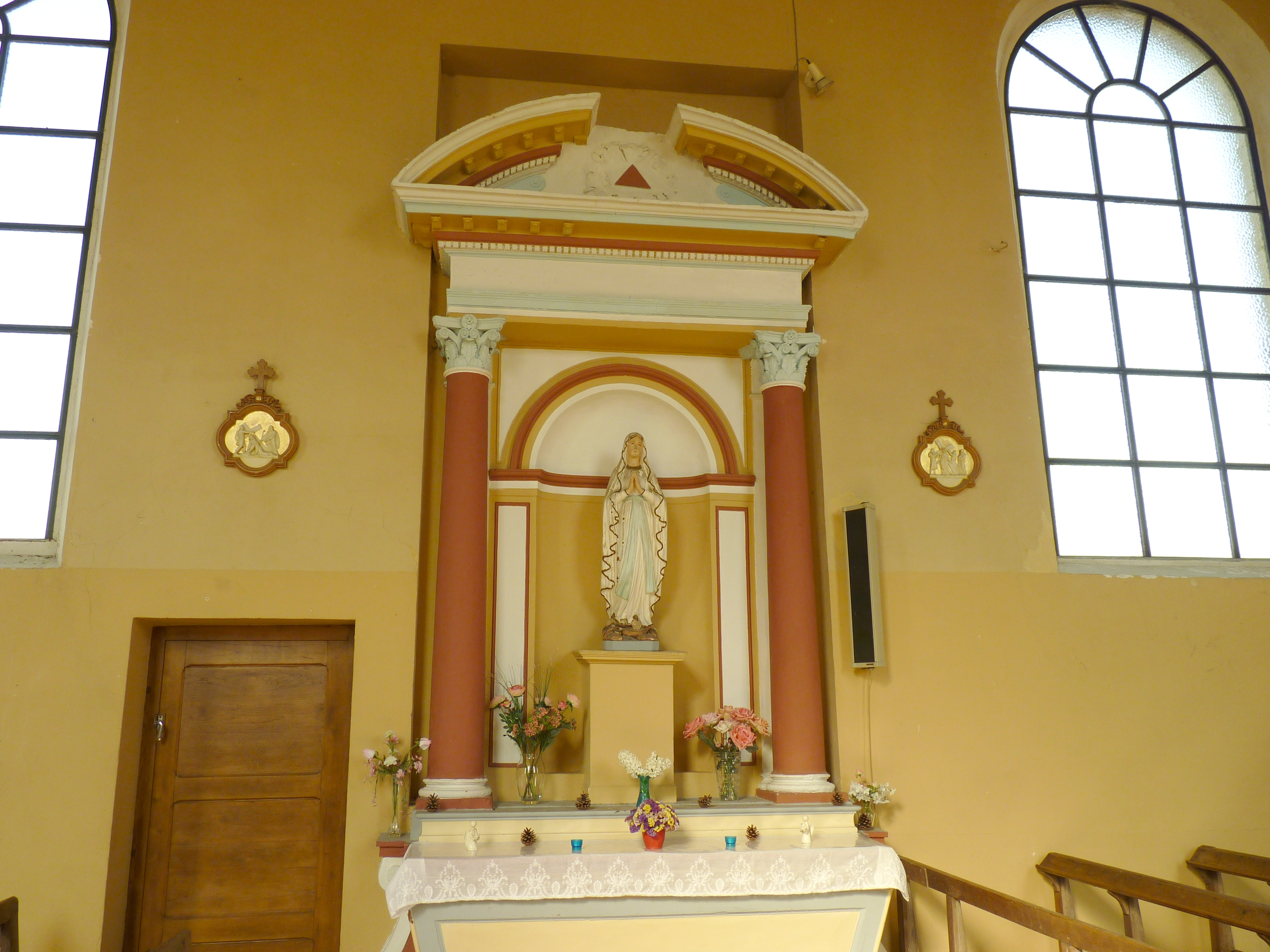
Linker Seitenaltar der Muttergottes von Lourdes
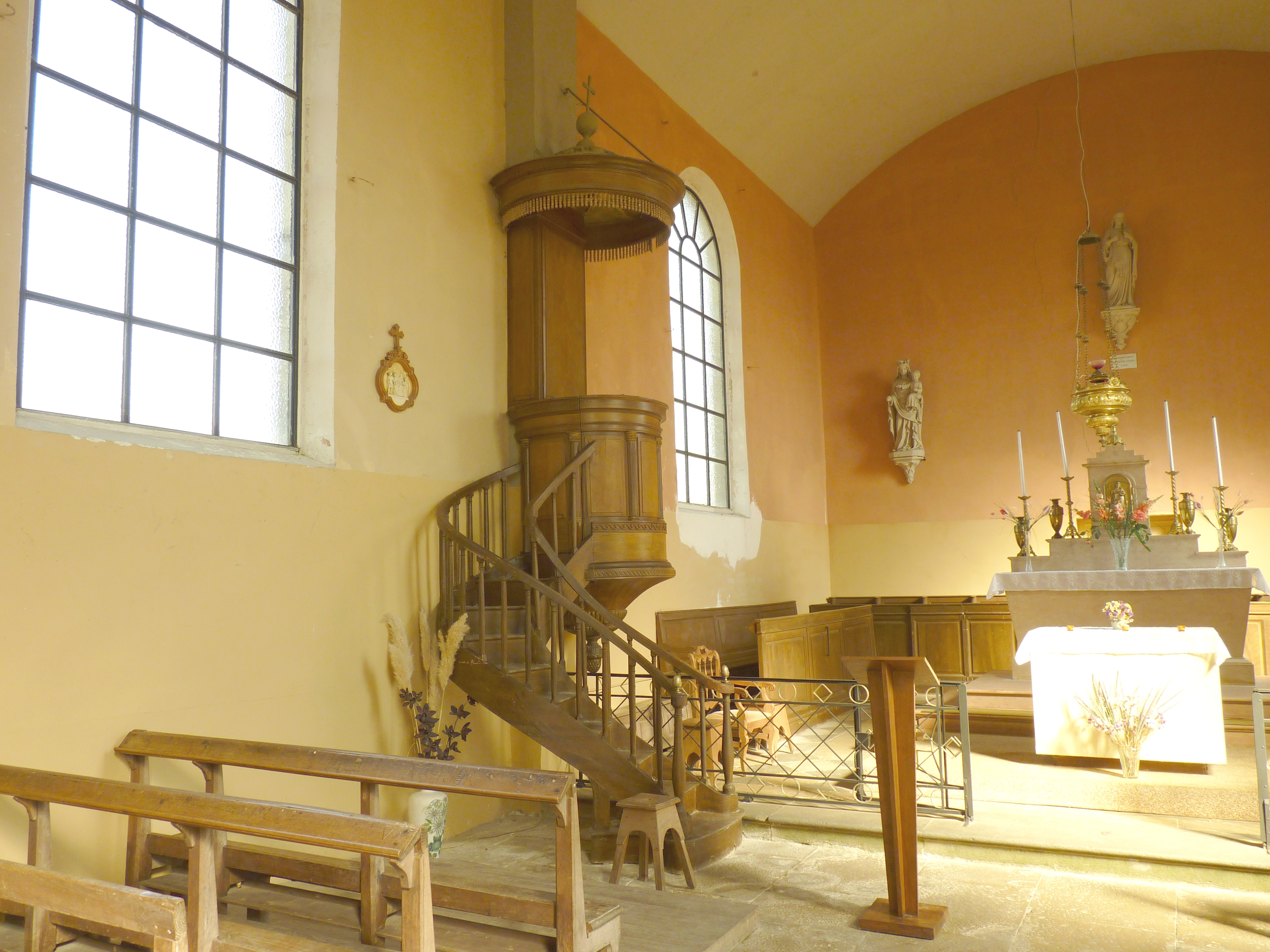
Kanzel
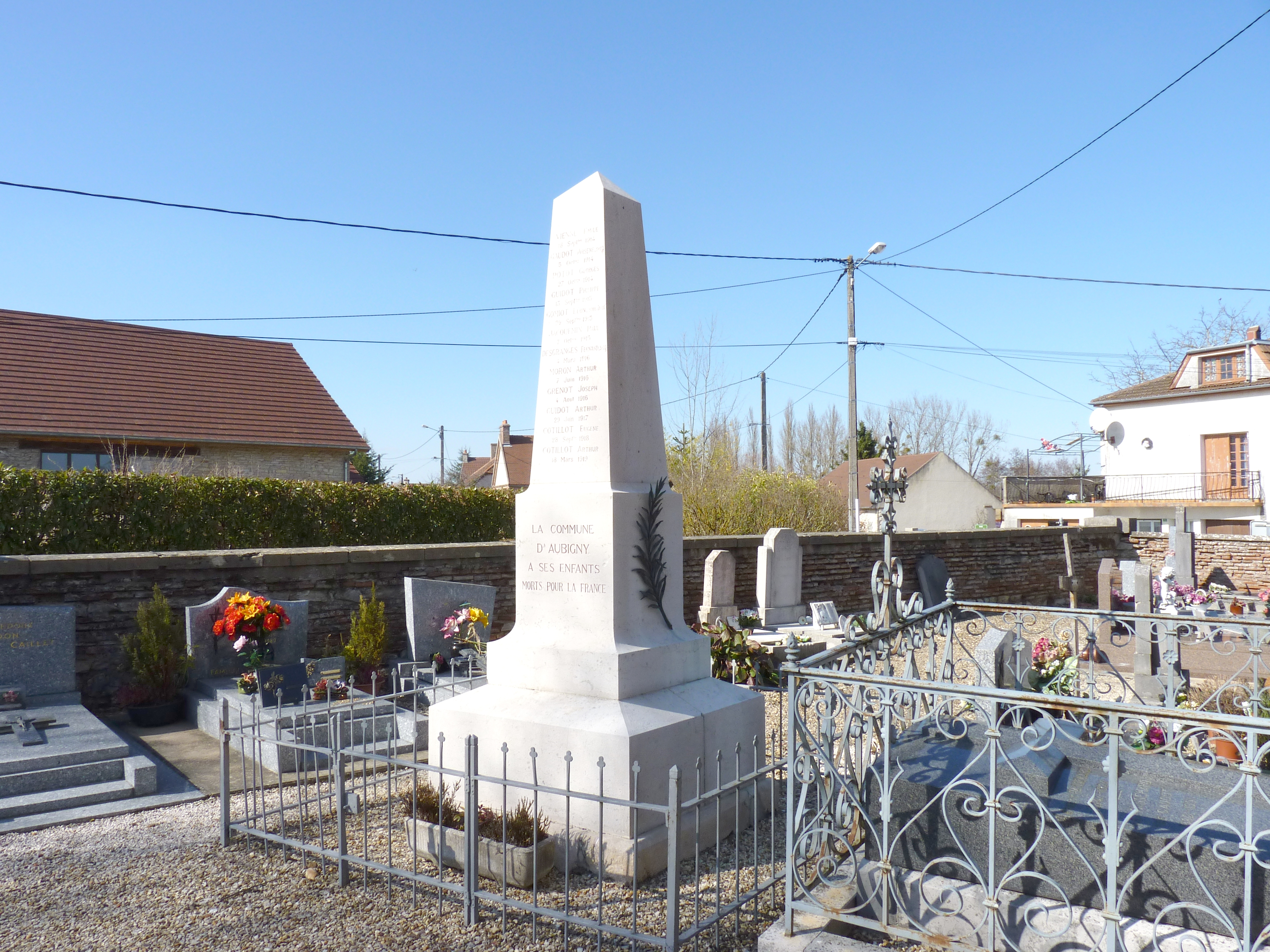
Kriegerdenkmal auf dem Friedhof

- Kriegerdenkmal

- Kirche Saint-Vincent
- Wasserturm bei Aubigny-en-Plaine
- Inneres der Kirche
- Linker Seitenaltar der Muttergottes von Lourdes
- Kanzel
- Kriegerdenkmal auf dem Friedhof